# Кандія Траоре
Кандія Траоре (фр. Kandia Traoré, нар. 5 липня 1980, Абіджан) — івуарійський футболіст, що грав на позиції нападника.

## Клубна кар'єра
У дорослому футболі дебютував 2000 року виступами за команду «Стад Абіджан», де провів два роки. Після цього виступав у туніських клубах «Есперанс» та «Етюаль дю Сахель», а також еміратський «Аль-Айн».
У 2005 році Траоре став гравцем французького «Гавра». У новій команді він дебютував 5 серпня у матчі Ліги 2 проти «Шатору» (0:3), в якому він грав до 73-ї хвилини, коли його змінив Гійом Оаро. У новій команді івуарієць відразу став основним бомбардиром і у сезоні 2005/06 він забив 14 голів у Лізі 2, а в наступному турнірі — 18, ставши найкращим бомбардиром другого за рівнем дивізіону Франції.
Влітку 2007 року Кандія став гравцем еміратського «Ан-Насра» (Дубай), втім вже у січні наступного року повернувся до Франції, підписавши контракт з «Сошо». У цій команді Траоре нарешті дебютував у Лізі 1 у матчі проти «Валансьєна» 1:0, проте заграти як у «Гаврі» не зумів, так і не забивши жодного голу в чемпіонаті. В результаті нападника віддали в оренду в клуби другого дивізіону «Страсбур» та «Кан», де Кандія відновив свою результативність, забивши 11 і 7 голів відповідно, допомігши «Кану» виграти Лігу 2. 
2010 року «Кан» підписав з Траоре повноцінний контракт і наступні два сезони був основним гравцем команди, втім за підсумками сезону 2011/12 вона вилетіла з вищого дивізіону. Зігравши ще один рік у команді і так і не зумівши повернути її в еліту, івуарієць покинув «Кан» у статусі вільного агента.
Після цього нападник майже рік залишався без команди, а завершив професійну ігрову кар'єру в угорському клубі «Гонвед», за який виступав протягом сезону 2014/15 років, будучи віце-капітаном.

## Виступи за збірну
2001 року дебютував в офіційних матчах у складі національної збірної Кот-д'Івуару, а вже наступного року у складі збірної був учасником Кубка африканських націй 2002 року у Малі. На континентальній першості зіграв усі три матчі і забив гол у грі з Демократичною Республікою Конго (1:3), втім івуарійці не зуміли вийти з групи.
Надалі грав за збірну до 2008 року, але більше на великі турніри не залучався. Всього протягом кар'єри у національній команді, яка тривала 8 років, провів у формі головної команди країни 25 матчів, забивши 8 голів.

## Титули і досягнення
- Переможець французької Ліги 2 (1):

«Кан»: 2009/10

### Індивідуальні
- Найкращий бомбардир французької Ліги 2: 2006/07 (18 голів)